# Panaspis nimbaensis
Panaspis nimbaensis là một loài thằn lằn trong họ Scincidae. Loài này được Angel mô tả khoa học đầu tiên năm 1944.